# Fonction de Hankel

Fonction de Hankel du premier type H(x) pour n = −0.5 sur le plan complexe

Fonction de Hankel du deuxième type H(x) pour n = −0.5 sur le plan complexe

Les fonctions de Hankel, du nom du mathématicien Hermann Hankel, notées H(1)
α(x) et H(2)
α(x), sont des fonctions spéciales de la physique mathématique. Ce sont les solutions linéairement indépendantes de l'équation de Bessel :
{\displaystyle x^{2}{\frac {\mathrm {d} ^{2}y}{\mathrm {d} x^{2}}}+x{\frac {\mathrm {d} y}{\mathrm {d} x}}+(x^{2}-\alpha ^{2})\ y=0}
où α est un nombre arbitraire réel ou complexe. Dans le cas où α est un entier, on le note alors généralement par n dans l'équation de Bessel, et il est dénommé ordre.
Fonction de Hankel du premier type :
{\displaystyle H_{\alpha }^{(1)}(x)=J_{\alpha }(x)+\mathrm {i} Y_{\alpha }(x)}
Fonction de Hankel du deuxième type :
{\displaystyle H_{\alpha }^{(2)}(x)=J_{\alpha }(x)-\mathrm {i} Y_{\alpha }(x)}
La présence de i montre qu'il s'agit de solutions complexes. Les fonctions de Hankel sont des combinaisons linéaires des deux autres solutions de l'équation de Bessel que sont Jα(x) et Yα(x) , dites fonctions de Bessel de première et deuxième espèce. Les fonctions de Hankel sont par conséquent aussi nommées fonctions de Bessel de troisième espèce. 

## Utilité
Les fonctions de Hankel du premier ou deuxième type sont utilisées pour exprimer des solutions en physique des ondes entrantes ou sortantes en géométrie cylindrique. Par exemple, dans un problème de diffraction par un cylindre infiniment long et éclairé par une onde plane, l'équation de Helmholtz en coordonnées cylindriques (ρ , θ , z) mènera à l'équation de Bessel décrite ci-dessus : 
{\displaystyle \Delta f+k^{2}f\ =\ 0} (équation de Helmholtz)
{\displaystyle \Delta f={1 \over \rho }{\partial  \over \partial \rho }\left(\rho {\partial f \over \partial \rho }\right)+{1 \over \rho ^{2}}{\partial ^{2}f \over \partial \theta ^{2}}+{\partial ^{2}f \over \partial z^{2}}} (Laplacien en coordonnées cylindriques)
{\displaystyle {1 \over \rho }{\partial  \over \partial \rho }\left(\rho {\partial f \over \partial \rho }\right)+k^{2}f=0}
{\displaystyle {\partial ^{2}f \over \partial \rho ^{2}}+{1 \over \rho }{\partial f \over \partial \rho }+k^{2}f=0}
{\displaystyle (k\rho )^{2}{\partial ^{2}f \over \partial (k\rho )^{2}}+k\rho \ {\partial f \over \partial (k\rho )}+(k\rho )^{2}f=0} (équation de Bessel avec x = k ρ et α = 0)
Les conditions aux limites de radiation du problème de Helmholtz imposent alors comme solution les fonctions de Hankel {\displaystyle f=H_{0}^{(1)}(k\rho )/4\mathrm {i} }. 

## Propriétés
- Expression en fonction de Bessel de première espèce :

{\displaystyle H_{\alpha }^{(1)}(x)={\frac {J_{-\alpha }(x)-\mathrm {e} ^{-\mathrm {i} \alpha \pi }J_{\alpha }(x)}{\mathrm {i} \sin(\alpha \pi )}}}
{\displaystyle H_{\alpha }^{(2)}(x)={\frac {J_{-\alpha }(x)-\mathrm {e} ^{\mathrm {i} \alpha \pi }J_{\alpha }(x)}{-\mathrm {i} \sin(\alpha \pi )}}}
- Relation sur α :

{\displaystyle H_{-\alpha }^{(1)}(x)=\mathrm {e} ^{\mathrm {i} \alpha \pi }H_{\alpha }^{(1)}(x)}
{\displaystyle H_{-\alpha }^{(2)}(x)=\mathrm {e} ^{-\mathrm {i} \alpha \pi }H_{\alpha }^{(2)}(x)}
- Comportement asymptotique :

{\displaystyle H_{0}^{+}(\mathrm {i} x)=-{\frac {2\mathrm {i} }{\pi }}\ K_{0}(x)\ \sim \ -\mathrm {i} {\sqrt {\frac {2}{\pi x}}}\,\mathrm {e} ^{-x}}
{\displaystyle H_{0}^{-}(-\mathrm {i} x)={\frac {2\mathrm {i} }{\pi }}\ K_{0}(x)\ \sim \ \mathrm {i} {\sqrt {\frac {2}{\pi x}}}\,\mathrm {e} ^{-x}}
{\displaystyle {\textrm {pour}}\ x\in \mathbb {R} \ {\textrm {avec}}\ |x|\gg {\frac {1}{4}}}

## Note
Une fonction de Hankel "oscille" si son argument x est uniquement réel, et converge de manière exponentielle si ce même argument est imaginaire pur.